# Marble
Marble es una aplicación de geomática que permite a los usuarios escoger entre los mapas del planeta Tierra, la Luna, Venus, Marte y otros planetas para ser mostradas en un modelo 3D. Es software libre, y está disponible en virtud de los términos de la licencia GNU LGPL 2, y es desarrollada por KDE para el uso en PC y teléfonos inteligentes. Está escrito en C++ y usa la biblioteca Qt 5, por lo que para ejecutarse necesita un sistema operativo que soporte esta biblioteca, como Windows, Mac OS, y Linux.
La propuesta de Marble es ser flexible; más allá de su diseño multiplataforma, los componentes base pueden ser integrados fácilmente dentro de otros programas. Puede ejecutarse sin necesidad de aceleración por hardware, pero se puede extender para usar OpenGL. Un importante característica es que la aplicación se inicia muy rápidamente ya que viene con unos mínimos pero útiles datos offline (5-10 MB).
Los contribuyentes han añadido el soporte para los mapas en línea como OpenStreetMap, y la capacidad de abrir archivos KML, como los que usa Google Maps. Marble también permite trazar rutas de tráfico. El modo de navegación conocido como MarbleToGo se ha desarrollado como parte del Google Summer of Code 2010. Más tarde fue reescrito parcialmente y renombrado como Marble Touch.
Geothek es una bifurcación de Marble que añade soporte para estadísticas,  mapas pixelados, y vista 3D. Es desarrollado y usado por una publicación austriaca Ed. Hölzel como un software atlas para las escuela.